# Андрей Андреев (поет)
Вижте пояснителната страница за други личности с името Андрей Андреев.
Андрей Андреев е български поет, преводач, книжовник и издател.

## Биография
Роден е на 17 януари 1943 г. в село Раковица, Кулско. Завършва Литературния институт „Максим Горки“. През 1971 г. издава първата си книга „Неделя“. Следват я още няколко стихосбирки, сред които „И посрещнете щъркелите“ (1977), „Докато трае утринният хлад“ (1995), „Сираци на вечността“ (1997), „Пътьом“ (2000), „Сираци на вечността“ (2006, избрана поезия). Удостоен е с наградата на Съюза на българските писатели за 1996 г. Преводач от руски. Автор на антологията „Калина алена, калина черна“ (2008). Живее в София.

### Стихосбирки
- „Неделя“, 1971 г.
- „В този край на света“, издателство, 2016 г.
- „И посрещнете щъркелите“, 1977 г.
- „Докато трае утринният хлад“, 1995 г.
- „Сираци на вечността“, 1997 г.
- „Пътьом“, 2000 г.
- „Сираци на вечността“, избрана поезия, 2006 г.

### Друго творчество
- „Калина алена, калина черна“ – антология, 2008 г.
- „Кладенците на моят живот“, Избрано Т.1: Поезия.

### Преводи
- Спомени за прителя (спомени за Владимир Соколов)/ брой 6 февруари 2009
- Владимир Соколов – Стихове / брой 6 февруари 2009
- Владимир Соколов – Изпитвам чувство за вина/ брой 7 март 2009
- Анатолий Жигулин – Архангелское/ брой 13 октомври 2009
- Константин Балмонт – Заветът на Битието/ брой 16 януари 2010
- Олег Шестински – В памет на Андрей Германов/ брой 17 февруари 2010
- Константин Балмонт – Август/ брой 17 февруари 2010
- Павел Василиев – Азиатец/ брой 20 май 2010
- Павел Василиев – Радост моя, Жар-Жарава…/ брой 20 май 2010
- Николай Рубцов – Помня пътечката…/ брой 27 март 2011
- Николай Старшинов – Река на любовта/ брой 27 март 2011
- Юрий Кузнецов – Четиристотинте/ брой 33 октомври 2011
- Олег Шестински – По червените камъни на онега…/ брой 35 декември 2011
- Сергей Есенин – Нв зова, не плача, не желая…/ брой 36 януари 2012
- Владимир Соловьов – Природата едва, едва повдига булото си…/ брой 37 февруари 2012
- Алексей Сурков – Грее в малката печка жарта…/ брой 39 април 2012
- Анатолий Жигулин – Калина/ брой 40 май 2012
- Расул Рза – Миг/ брой 42 юли 2012
- Михаил Дудин – Заклинание от полюса/ брой 46 декември 2012
- Анатолий Преловски – Земно привличане/ брой 55 октомври 2013

## Другите за него
„Андрей Андреев е най-благородният, най-честният и най-чистият човек, когото аз познавам в живота. Не един от, а най. И е великолепен световен поет. Не само български. И класик на българската поезия. Това безспорно ще бъде признато след някое и друго десетилетие. Сигурен съм“, каза по време на литературната вечер поетът и преводач от български на руски език Александър Руденко.
„Андрей Андреев е творец от национално значение – едно голямо име и като поет, и като преводач. Надявам се чисто човешки повече хора да са съпричастни към желанието на видинчани да му помогнат отново да е пълноценен“, добавя и Тодор Младенов от видинската библиотека „Михалаки Георгиев“.
„Андрей е човек за обичане, за прегръщане – заяви поетесата Надя Попова. – Поет, лишен от всякаква суета. Много взискателен към себе си. Той пише своите стихове и ги оглежда с месеци.“

## Награди
- Награда на Съюза на българските писатели за 1996 г.[1]
- Награда „Георги Джагаров“, 2016 г.[3][4]